# Albert Kosler
Albert Kosler (* 21. Mai 1933 in Häslich (Sachsen); † 1. August 2018 in Berlin) war ein deutscher Politiker (CDU). Er war vom 18. März bis 3. Oktober 1990 Mitglied der letzten und ersten frei gewählten Volkskammer sowie von 1992 bis 1994 Mitglied des Europäischen Parlamentes mit Beobachterstatus.

## Leben und Beruf
Nach dem Besuch der Volksschule, Hauptschule und Oberschule in Kamenz legte er das Abitur ab und studierte 1952 bis 1957 an der Ernst-Moritz-Arndt-Universität in Greifswald Biologie. Er schloss das Studium mit dem Abschluss Diplom-Biologe ab und promovierte 1965 zum Dr. rer. nat. 1980 bis 1982 bildete er sich mit einem postgradualen Studium Umweltschutz in Dresden zum Fachbiologen der Medizin fort.
1959 bis 1966 arbeitete Albert Kosler als wissenschaftlicher Assistent an der Biologischen Forschungsanstalt Hiddensee und von 1966 bis 1990 als Mitarbeiter im Bezirks-Hygiene-Institut Berlin (seit 1978 als Abteilungsleiter). 1990 bis 1992 war er Mitarbeiter in der Senatsverwaltung für Gesundheit in Berlin.
Albert Kosler war evangelisch, verheiratet und hat vier Kinder.

## Partei
Seit 1949 war Albert Kosler Mitglied der Blockpartei CDU. 1977 bis 1985 war er CDU-Ortsvorsitzender in Berlin-Altglienicke und 1985 bis 1990 Mitglied im CDU-Kreisvorstand Berlin-Treptow.

## Abgeordneter
Von der Volkskammerwahl 1990 am 18. März bis zur Deutschen Wiedervereinigung am 3. Oktober 1990 war er Mitglied der ersten und letzten frei gewählten Volkskammer. Er wurde im Wahlkreis 01 (Berlin) gewählt.
1992 bis 1994 war er Abgeordneter mit Beobachterstatus im Europaparlament.